# シグール・ペテルセン
シグール・ペテルセン（Sigurd Ørjan Pettersen、1980年2月28日 - ）は、ノルウェー・コングスベルグ出身の元スキージャンプ選手。Rollag og Veggli ILに所属している。

## プロフィール
ペテルセンが国際舞台に立ったのは21歳と比較的遅く、2002年1月24日の白馬でスキージャンプ・ワールドカップにデビュー、25位でポイントを獲得した。
2002年にナショナルチームのヘッドコーチに就任したミカ・コヨンコスキに抜擢され2002/03シーズンの開幕からワールドカップに参戦、
12月8日のトロンハイムでは初優勝、1月26日の札幌で2勝目をあげた。2003年ノルディックスキー世界選手権では個人ラージヒル18位、団体では銅メダルを獲得した。ワールドカップ総合では10位となった。
翌2003/04シーズンはベストシーズンとなった。
開幕2戦目で優勝、好調のまま臨んだジャンプ週間で3勝して総合優勝した。スキーフライング選手権で個人9位、団体では金メダルを獲得、ワールドカップ総合では自己最高位となる7位となった。
2004年の夏にスキー板の長さについての制限が改定され、これまでと同じ長さの板を使用するためには体重を数キロ増やさなければならなかった。
2004/05シーズンはワールドカップで2位が最高、2005年ノルディックスキー世界選手権ではノーマルヒル個人14位、ラージヒル個人10位、ノーマルヒル団体12位、ラージヒル団体銅メダルの成績を残した。ワールドカップ総合は20位だった。
以降は成績が伸び悩み、ワールドカップでは20位前後がやっとということが多くなった。2006年のトリノオリンピックではラージヒル個人24位だった。
2008/09シーズンはスキージャンプ・コンチネンタルカップへの出場が増え、3勝をあげて総合11位となった。
2008/09シーズン終了時点でワールドカップ通算6勝(2位4回3位1回）、ノルウェー選手権では2004年と2005年にラージヒルで優勝している。また、2003年12月29日にオーベルストドルフで記録した143.5mは2011年現在もバッケンレコード（ジャンプ台記録）である。